# سلامه القصداوی
سلامه القصداوی (فرانسوی: Salema Kasdaoui‎؛ زادهٔ ۲۵ نوامبر ۱۹۸۴) بازیکن فوتبال اهل تونس است.

## باشگاهی
از باشگاه‌هایی که در آن بازی کرده‌است می‌توان به باشگاه فوتبال المعب تونس، باشگاه فوتبال آفریقایی، باشگاه فوتبال اسپرانس تونس، باشگاه فوتبال القیروانیه، و باشگاه فوتبال صفاقسی اشاره کرد.

## تیم ملی
وی همچنین در تیم ملی فوتبال تونس بازی کرده‌است.